# بلفاست (حوزه سرشماری)، نیویورک
بلفاست (به انگلیسی: Belfast) یک منطقهٔ مسکونی در ایالات متحده آمریکا است که در شهرستان الیگنی، نیویورک واقع شده‌است. بلفاست ۸۳۷ نفر جمعیت دارد و ۳۹۸٫۹۹ متر بالاتر از سطح دریا واقع شده‌است.